# Edmond Kramer
Edmond Kramer III (ur. 12 sierpnia 1906 w Colombier, zm. w kwietniu 1945 w Genewie) – szwajcarski piłkarz grający na pozycji ofensywnego pomocnika. W swojej karierze rozegrał 10 meczów w reprezentacji Szwajcarii, w których strzelił 1 gola.

## Kariera piłkarska
Swoją karierę piłkarską Kramer rozpoczął w klubie Cantonal Neuchâtel. W 1924 roku odszedł do FC Biel-Bienne, a rok później wyjechał do Francji do klubu Gallia Club Lunel. W latach 1927–1930 grał w SO Montpellier. W 1930 roku wrócił do Szwajcarii, gdzie grał w kolejno w Urania Genève Sport, Lausanne Sports (mistrzostwo kraju w sezonie 1931/1932) i Servette FC (mistrzostwo kraju w sezonie 1932/1933). W sezonie 1933/1934 był zawodnikiem OGC Nice, a w latach 1934–1936 występował w AS Villeurbanne. W sezonie 1936/1937 grał w Amiens SC, a swoją karierę zakończył w 1938 roku jako zawodnik klubu Olympique Alès.

## Kariera reprezentacyjna
W reprezentacji Szwajcarii Kramer zadebiutował 23 marca 1924 roku w wygranym 3:0 towarzyskim meczu z Francją, rozegranym w Genewie. W 1924 roku wystąpił z kadrą Szwajcarii na Igrzyskach Olimpijskich w Paryżu. Zdobył na nich srebrny medal. Od 1924 do 1932 roku rozegrał w kadrze narodowej 10 meczów i strzelił w nich 1 gola.